# Statenverkiezingen Sint Maarten 2018
Op 26 februari 2018 vonden in Sint Maarten verkiezingen plaats voor de Staten van Sint Maarten.
Deze verkiezingen waren nodig geworden na het aftreden van het kabinet-Marlin II, nadat een motie van wantrouwen door de Staten van Sint Maarten was aangenomen. Zij werden gehouden voor vijftien zetels in de Staten voor een zittingstermijn van vier jaar.
De uitslag van deze verkiezingen was als volgt:

## Opkomst
|                          | 2016   | 2016      | 2018   | 2018  |
| # stemmen                | %      | # stemmen | %      |       |
| ------------------------ | ------ | --------- | ------ | ----- |
| Kiesgerechtigden         | 22.302 |           | 22.559 |       |
| Niet opgekomen           | 7.706  | 35,55     | 8.606  | 38,15 |
| Opkomst                  | 14.596 | 65,45     | 13.953 | 61,85 |
| Blanco/ongeldige stemmen | 385    | 2,64      | 401    | 2,87  |
| Geldige stemmen          | 14.211 | 97,36     | 13.552 | 97,13 |

## Stemmen en zetelverdeling naar partij
Zes politieke partijen met in totaal 93 kandidaten namen deel aan de statenverkiezingen.
| Partij                                 | 2016      | 2016  | 2016   | 2018      | 2018  | 2018   | verschil | verschil |
| Partij                                 | # stemmen | %     | zetels | # stemmen | %     | zetels | %        | zetels   |
| -------------------------------------- | --------- | ----- | ------ | --------- | ----- | ------ | -------- | -------- |
|                                        |           |       |        |           |       |        |          |          |
| United People's Party (UP)             | 4.130     | 29,06 | 5      |           |       |        |          |          |
| Democratic Party (DP)                  | 1.813     | 12,76 | 2      |           |       |        |          |          |
| United Democrats (UD)                  | -         | -     | -      | 5.748     |       | 7      |          |          |
| subtotaal                              | 5,943     | 41,82 | 7      | 5.748     | 42,41 | 7      | +0,59    | 0        |
|                                        |           |       |        |           |       |        |          |          |
| National Alliance (NA)                 | 3.778     | 26,59 | 5      | 4.139     | 30,54 | 5      | +3,95    | 0        |
| United St. Maarten Party (US Party)    | 2.784     | 19,59 | 3      | 1.788     | 13,19 | 2      | -6,40    | -1       |
| Sint Maarten Christian Party (SMCP)    | 848       | 5,97  | 0      | 1.181     | 8,71  | 1      | +2,74    | +1       |
| St. Maarten Development Movement (SDM) | 346       | 2,43  | 0      | 416       | 3,07  | 0      | +0,64    | 0        |
| People’s Progressive Alliance (PPA)    | 234       | 1,65  | 0      | 280       | 2,07  | 0      | +0,42    | 0        |
| overige partijen in 2016               | 278       | 1,96  | 0      | -         | -     | -      | -1,96    | 0        |
| Totaal                                 | 14.211    | 100   | 15     | 13.552    | 100   | 15     |          | 0        |

## Samenstelling van de Staten
Leden van de Staten tijdens de zittingsperiode 2018-2020 waren:
| Partij                       | Leden (fractieleider vetgedrukt) | Mutaties                                                                      |
| ---------------------------- | -------------------------------- | ----------------------------------------------------------------------------- |
| National Alliance            | Egbert Doran                     | ontslag ingediend op 18 november 2019 wegens ministerschap                    |
| National Alliance            | Christopher Emmanuel             |                                                                               |
| National Alliance            | Ardwell Irion                    | ontslag ingediend op 18 november 2019 wegens ministerschap                    |
| National Alliance            | Silveria Jacobs                  | ontslag ingediend op 18 november 2019 wegens ministerschap                    |
| National Alliance            | William Marlin                   | vanaf 24 september 2019 statenvoorzitter                                      |
| National Alliance            | Rodolphe Samuel                  | vanaf 20 november 2019                                                        |
| National Alliance            | Anna Richardson                  | vanaf 20 november 2019                                                        |
| National Alliance            | Ludmila Duncan                   | vanaf 20 november 2019                                                        |
| United Democrats             | Theo Heyliger                    | werd geschorst op 5 maart 2019 n.a.v. zijn aanhouding en aanstaande strafzaak |
| United Democrats             | Franklin Meyers                  | volgt Heyliger op als fractieleider; onafhankelijke vanaf september 2019      |
| United Democrats             | Sidharth Bijlani                 |                                                                               |
| United Democrats             | Chanel Brownbill                 | onafhankelijke vanaf september 2019                                           |
| United Democrats             | Luc Mercelina                    | onafhankelijke vanaf september 2019                                           |
| United Democrats             | Jules James                      | v.a. 27 maart 2019 waarnemer voor Theo Heyliger                               |
| United Democrats             | Tamara Leonard                   |                                                                               |
| United Democrats             | Sarah Wescot-Williams            | statenvoorzitter tot 22 september 2019; volgt Meyers op als fractieleider     |
| United St. Maarten Party     | Frans Richardson                 |                                                                               |
| United St. Maarten Party     | Rolando Brison                   | onafhankelijke vanaf oktober 2019                                             |
| Sint Maarten Christian Party | Claude Peterson                  | ontslag ingediend op 18 november 2019                                         |
| Sint Maarten Christian Party | Wycliffe Smith                   | volgt Peterson op v.a. 20 november 2019                                       |
| Onafhankelijken              | Franklin Meyers                  | Verliet de UD op 9 september 2019                                             |
| Onafhankelijken              | Luc Mercelina                    | Verliet de UD op 21 september 2019                                            |
| Onafhankelijken              | Chanel Brownbill                 | Verliet de UD op 21 september 2019                                            |
| Onafhankelijken              | Rolando Brison                   | Verliet de US Party op 28 oktober 2019                                        |

## Einde zittingstermijn
De zittingstermijn van de Staten eindigde na de ontbindingsverkiezingen van 9 januari 2020.
2010 · 2014 · 2016 · 2018 · 2020 · januari 2024 · augustus 2024